# 101. peruť (Izrael)
101. peruť (hebrejsky טייסת 101‎) Izraelského letectva, také známá jako První stíhací peruť, je první izraelská stíhací peruť, vzniklá 20. května 1948, šest dní po vyhlášení nezávislosti Izraele. Původně byla vybavená stroji Avia S-199, později provozovala typy Supermarine Spitfire, North American P-51 Mustang, Dassault Mystère IV, Dassault Mirage IIICJ, IAI Nešer a IAI Kfir. V současné době operuje ze základny Ramat David se stroji F-16C Fighting Falcon.

## Historie
101. peruť byla aktivována 20. května 1948 simultánně na dvou místech, izraelském letišti Ekron (původně RAF Aqir, nyní základna Tel Nof) a letišti Žatec (kódové označení „Zebra“) v severozápadním Československu, bývalém letišti Luftwaffe poblíž výrobního závodu Messerschmitt, kde piloti podstupovali základní letový výcvik na typu Avia S-199, v Československu vyráběné kopii Bf 109G s motory Junkers Jumo 211F o výkonu 1320 hp.
Během jednoho z přeletů byla některá z 15 letadel perutě donucena přistát v Řecku kde byla ihned zabavena, takže během dalšího přeletu byl užit C-46 jako vůdčí letoun skupiny a u pobřeží hlídkovala korveta pro záchranu pilotů v případě nouzového přistání některého stroje do moře. Čtyři z těchto strojů provedly 29. května první bojovou operaci perutě, nálet na egyptské pozemní síly v blízkosti Gešer ad Halom, jako předehru k operaci Plešet. 101. peruť také dosáhla prvních vzdušných vítězství Izraelského letectva když 3. června 1948 velitel peruti Modi Alon sestřelil dvojici C-47 Egyptského královského letectva které bombardovaly Tel Aviv.